# Thomas Amrhein
Thomas Amrhein (30 maggio 1989) è un bobbista svizzero.

## Biografia
Compete dal 2011 come frenatore per la squadra nazionale svizzera. Debuttò in Coppa Europa a gennaio del 2011 gareggiando inizialmente negli equipaggi pilotati da Martin Galliker.

Esordì in Coppa del Mondo durante la stagione 2011/12, il  22 gennaio 2012 a Sankt Moritz, dove giunse al 17º posto nel bob a quattro, conquistò il primo podio il 18 gennaio 2014 ad Igls (2º nel bob a due) e la sua prima vittoria il 23 gennaio 2016 sempre nel bob a due con Rico Peter mentre vinse la sua prima gara di bob a quattro il 17 dicembre 2016 con Peter, Bror van der Zijde e Simon Friedli.
Ha partecipato ai Giochi olimpici invernali di Pyeongchang 2018, piazzandosi al quarto posto nel bob a quattro con Rico Peter alla guida della slitta. 
Prese inoltre parte a due edizioni dei campionati mondiali cogliendo la medaglia di bronzo nel bob a quattro a Igls 2016 con Peter, van der Zijde e Friedli, piazzandosi poi al decimo posto nella specialità a due con sempre con Peter.

Amrhein conta inoltre tre partecipazioni ai campionati europei con una medaglia d'oro conquistata a Schönau am Königssee 2014 nella specialità a quattro con Beat Hefti, Alex Baumann e Jürg Egger e un quinto posto nel bob a due a Winterberg 2017 con Peter.

## Palmarès

### Mondiali
- 1 medaglia:
  - 1 bronzo (bob a quattro a Igls 2016).

### Europei
- 1 medaglia:
  - 1 oro (bob a quattro a Schönau am Königssee 2014).

### Coppa del Mondo
- 12 podi (3 nel bob a due e 9 nel bob a quattro):
  - 2 vittorie (1 nel bob a due e 1 nel bob a quattro);
  - 6 secondi posti (2 nel bob a due e 4 nel bob a quattro).
  - 4 terzi posti (nel bob a quattro).

#### Coppa del Mondo - vittorie
| Data             | Luogo       | Paese       | Disciplina                                                            |
| ---------------- | ----------- | ----------- | --------------------------------------------------------------------- |
| 23 gennaio 2016  | Whistler    | Canada      | a due con Rico Peter                                                  |
| 17 dicembre 2016 | Lake Placid | Stati Uniti | a quattro con Rico Peter (pilota), Bror van der Zijde e Simon Friedli |

### Circuiti minori

#### Coppa Europa
- 4 podi (1 nel bob a due e 3 nel bob a quattro):
  - 1 vittoria (nel bob a quattro);
  - 2 secondi posti (1 nel bob a due e 1 nel bob a quattro);
  - 1 terzo posto (nel bob a quattro).

#### Coppa Nordamericana
- 3 podi (1 nel bob a due e 2 nel bob a quattro):
  - 1 secondo posto (nel bob a due);
  - 2 terzi posti (nel bob a quattro).